# CAS-szám
A CAS-szám a vegyi anyagok (kémiai elemek, vegyületek) azonosítására használt Chemical Abstracts Service regisztrációs szám. Egy molekula izomerjei különböző regisztrációs számot kapnak. (A CAS az American Chemical Society által üzemeltetett intézmény, székhelye Columbus, Ohio, USA). Jelenleg több mint 66 millió anyag szerepel a regiszterben, és naponta kb. 15000 új bejegyzéssel bővül.

## A CAS-szám felépítése
Három, egymástól kötőjelekkel elválasztott számot tartalmaz.
Az első legfeljebb 7, a második 2, a harmadik 1 jegyből áll. Ez utóbbi egy ellenőrző számjegy, melynek képzése a következő: a szám egyes számjegyeit hátulról előrefelé haladva megszorozzuk a pozíciójának megfelelő számmal (a leghátsó az 1-es), majd ezen szorzatok összegét elosztjuk 10-zel és a maradék adja az ellenőrző számjegyet. Pl.: a víz CAS-számában (7732-18-5) szereplő 5-ös ellenőrző számjegy a következőképpen számolandó: 8×1 + 1×2 + 2×3 + 3×4 + 7×5 + 7×6 = 105; 105 ÷ 10 = 10; a maradék 5.